# Straight Shooting
Straight Shooting er en amerikansk stumfilm fra 1917 af John Ford.

## Medvirkende
- Harry Carey som Cheyenne Harry
- Duke R. Lee som Thunder Flint
- George Berrell som Water Sims
- Molly Malone som Joan Sims
- Ted Brooks som Ted Sims